# Barí jezik
Barí jezik (motilón, motilone; ISO 639-3: mot), indijanski jezik porodice chibcha, kojim govori preko 5300 Motilón Indijanaca iz Kolumbije i Venezuele. Klasificira se posebnoj chibchanskoj skupini Motilón, čiji je jedini predstavnik, a govori se poglavito u Kolumbiji na rijekama Oro i Catatumbo, 3620 govornika (2001.) u venezuelskoj državi Zulia, 1770  (2001. popis).
Nesrodan je drugom motilon jeziku, poznatom i kao yukpa [yup]

## Vanjske poveznice
- Ethnologue (14th)
- Ethnologue (15th)